# هانك بالمر
هانك بالمر هو منافس ألعاب قوى كندي، ولد في 16 مارس 1985 في مونتريال في كندا.

## وصلات خارجية
- هانك بالمر على موقع الاتحاد الدولي لألعاب القوى (الإنجليزية)
- هانك بالمر على موقع أوليمبيديا (الإنجليزية)
- هانك بالمر على موقع اتحاد ألعاب الكومنولث (مؤرشف) (الإنجليزية)